# Прелом
Прело̀м е село в Северна България. То се намира в община Ловеч, област Ловеч.

## География
Селото се намира в Северна България в Ловешка община. Наблизо са селата Дъбрава (старият Горен Бивол) и Малиново (старият Турски Острец). Наблизо е и язовир „Крапец“.

## История
Най-старото име на селото е Долен (Долни) Бивол. След това е прекръстено на Васильово – на името на местен човек, който дарява пари за селото. Името Прелом селото получава след Девети септември 1944 г. Някога селото е било със смесено българско и турско (най-вероятно помохамеданчено) население, но след освободителната руско-турска война, турските семейства се оттеглят с отстъпващата турска войска и по-късно в Прелом се заселват само българи. Въпреки това и до днес в местния говор се срещат турски думи.
По време на зараждането на антифашиската съпротива в Ловешко 1941 – 1944 г. Христо Кърпачев избира селото за една от основните бази.

## Население
Численост и дял на етническите групи според преброяването на населението през 2011 г.:
|                     | Численост | Дял (в %) |
| Общо                | 81        | 100,00    |
| Българи             | 81        | 100,00    |
| Турци               | 0         | 0,00      |
| Цигани              | 0         | 0,00      |
| Други               | 0         | 0,00      |
| Не се самоопределят | 0         | 0,00      |
| Неотговорили        | 0         | 0,00      |

## Развитие
Броят на жителите (към 2013 г.) е около 30. В селото е унищожен всякакъв поминък и с това интереса и възможността на хората да се заселват там. Около 1986 г. е имало цех за сушене на сини сливи, отглеждали са се до около четиристотин телета, предназначени за клане, имало е големи сливови масиви и малинови насаждения.

## Културни и природни забележителности
- На няколко километра от село Прелом се намира язовир „Крапец“ – идеално място за страстни риболовци и отмора.

## Личности
- Цанко Винчев-Брошурката, партизански ятак
- Елена Илчева Винчева, партизанска ятачка (4 март 1889-26 октомври 1982)
- Стефан Маршала, партизански ятак
- Мария Стефанова Георгиева, партизанска ятачка (14 март 1927-27 януари 2000)
- Рада Стоянова Грозева, партизанска ятачка (5 април 1912-?)
- Илия Ганчев, поет и художник. Завършил е българска филология в Софийския университет. Дългогодишен преподавател е по български език и литература в Троян. Има издадени 14 книги с поезия. Първата му книга е „До оня бряг“ 1991 г. Като художник има осем самостоятелни изложби. Рисува предимно пейзажи. Те илюстрират и част от книгите му. Понастоящем живее в Троян.
- Димитър Радоев Грозев, пръв директор на днешния „Колеж по туризъм“ (Варна), р. 1929 г.